# Йохан Конрад Фридрих фон Хардег
Йохан Конрад Фридрих фон Хардег (на немски: Johann Konrad Friedrich Graf zu Hardegg auf Glatz und im Machlande; * 13 март 1677; † 10 февруари 1721) е граф от род Хардег в Глац и в Махланде/Мачланде в Долна Австрия.

## Произход
Той е вторият син на граф Йохан Фридрих II фон Хардег (1636 – 1703) и съпругата му графиня Кресценция фон Брандис (1652 – 1731), дъщеря на граф Йохан фон Брандис (1620 – 1658) и Катарина Елизабет фон Квестенберг (* 1625). Брат е на граф Йохан Юлиус IV Адам фон Хардег (* 6 февруари 1676; † 5 март 1746).
Фамилията Хардег се дели на линиите Щетелдорф ам Ваграм и Зефелд.

## Фамилия
Йохан Конрад Фридрих фон Хардег се жени на 22 януари 1706 г. за Клара Хедвиг фон Крам (* 18 януари 1688; † февруари 1743). Те имат син:
- Йохан Хайнрих Конрад фон Хардег (* 25 ноември 1707; † март 1747), граф на Хардег в Глац и в Махланде/Мачланде, женен 1732 г. за графиня Мария Роза Кавриани (* 1709; † 12 май 1759); имат син:
  - Йохан Антон Конрад фон Хардег (* 10 юли 1737, Харас, Австрия; † 7 май 1810, Виена), граф на Хардег в Глац и в Махланде/Мачланде; има син и дъщеря